# Combretum apetalum
Combretum apetalum är en tvåhjärtbladig växtart som beskrevs av Nathaniel Wallich och Wilhelm Sulpiz Kurz. Combretum apetalum ingår i släktet Combretum och familjen Combretaceae. Inga underarter finns listade i Catalogue of Life.